# Telefilm Chișinău
Telefilm Chișinău (Телефильм-Кишинэу) este un studio de film din Republica Moldova și o companie de producție înființată din RSS Moldovenească.  A fost fondat în 1959.

## Filme
Au fost realizate peste 300 de filme.
- 1959 - Drumuri largi
- 1961 - Poem despre Nistru
- 1965 - O zi
- 1968 - Colinda
- 1971 - Vocea mea e pentru tine
- 1973 - Melodii nistrene
- 1975 - Cântă Maria Bieșu
- 1979 - Cu dragoste către voi
- 1981 -  Cio-Cio San (operă)[2]
- 1982 -  Floria Tosca (operă)
- 1984 - O, Marie!...
- 1986 - Luceafărul
- 1989 - Cine arvonește, acela plătește
- 1990 - Meșterul Manole
- 1990 - Moara
- 1990 - Troița
- 1991 - Văleu, văleu, nu turna!
- 1995 - Călugărul Negru[3]
- 1997 - Angel Geminii

## Vezi și
- Listă de filme moldovenești